# Helena Gellerman
Eva Helena Birgitta Gellerman, född 29 augusti 1960 i Örgryte församling i Göteborg, är en svensk politiker (liberal), som är ordinarie riksdagsledamot sedan 2018, invald för Västra Götalands läns västra valkrets.

## Bakgrund
Helena Gellerman är dotter till tidningsmannen Olle Gellerman och riksdagsledamoten Kerstin Gellerman. Hennes morfar Emil Lagerkvist var liberal politiker i Första kammaren 1916–1919. Gellerman är utbildad civilingenjör och har arbetat inom fordonsindustrin.

## Politisk karriär
Sedan september 2018 är hon riksdagsledamot för Liberalerna. Hon är även ledamot i kommunfullmäktige i Lerums kommun sedan 2006. Hon är en av Liberalernas klimatpolitiska talespersoner med ansvar för omställning av transportsystemet.